# Robert Huber
Robert Huber (Munique, 20 de fevereiro de 1937) é um químico alemão.
Conjuntamente com Johann Deisenhofer e Hartmut Michel, foi laureado com o Nobel de Química de 1988 devido à determinação da estrutura tridimensional do centro de reação fotossintético.
Recebeu o Doutoramento Honoris Causa pela Universidade Nova de Lisboa em 1999/2000.

## Educação e infância
Ele nasceu em 20 de fevereiro de 1937 em Munique, onde seu pai, Sebastian, era caixa de um banco. Ele foi educado no Humanistisches Karls-Gymnasium de 1947 a 1956 e depois estudou química na Technische Hochschule, recebendo seu diploma em 1960. Ele ficou e fez pesquisas sobre o uso da cristalografia para elucidar a estrutura dos compostos orgânicos.

## Carreira
Em 1971, ele se tornou diretor do Instituto Max Planck de Bioquímica, onde sua equipe desenvolveu métodos para a cristalografia de proteínas.
Em 1988, ele recebeu o Prêmio Nobel de Química junto com Johann Deisenhofer e Hartmut Michel. O trio foi reconhecido por seu trabalho em primeiro cristalizar uma proteína intramembrana importante na fotossíntese em bactérias roxas e, posteriormente, aplicar cristalografia de raios-X para elucidar a estrutura da proteína. A informação forneceu o primeiro insight sobre os corpos estruturais que desempenhavam a função integral da fotossíntese. A informação forneceu o primeiro insight sobre os corpos estruturais que desempenhavam a função integral da fotossíntese. Este insight poderia ser traduzido para entender o análogo mais complexo da fotossíntese em cianobactérias.
Em 2006, ele assumiu um cargo na Universidade de Cardife para liderar o desenvolvimento da Biologia Estrutural na universidade em regime de meio período.
Desde 2005, ele tem feito pesquisas no Centro de biotecnologia médica da Universidade de Duisburg-Essen.

Huber foi um dos editores originais da Encyclopedia of Analytical Chemistry.